# Serrat del Coix
El Serrat del Coix és una muntanya de 710 metres que es troba entre els municipis d'Aiguamúrcia i Querol, a la comarca de l'Alt Camp.